# 善班丹
敦善班丹（羅馬化：Tiruñāṉacampantaṉ，1919年6月16日—1979年5月18日）是马来西亚印度国民大会党的第五任主席。

## 早年生活
善班丹生于和丰，父亲是1886年来到马来亚的橡胶种植者。善班丹的父亲1942年去世时，善班丹因第二次世界大战被困在印度。战后善班丹回到马来亚，1946年接手家族事业。

## 从政
1953年，善班丹被选为马来亚霹雳州国大党主席。1954年，建立了一所坦米爾学校。1955年，被选为马来西亚国大党主席。

## 内阁职务
1955年7月27日，马来亚联合邦立法议会举行首次普选，善班丹当选为霹雳州近打北区联合邦立法议员，随后8月9日进入以东姑阿都拉曼为首的自治政府内阁中成为首任劳工部长。
马来亚独立前夕，内阁于1957年8月4日改组，善班丹出任卫生部长。
1959年独立后第1届大选，善班丹当选为和丰国会议员，并在之后的1964年及1969年两届大选中蝉联。间中于1959年到1971年间担任工程邮电部长，并在1972年出任国民团结部长，致力于改善因1969年五一三事件而紧绷的种族关系。
1973年，善班丹失去国大党内部支持而辞去国大党主席职，并未再参加1974年大选。其和丰国会议员也于1974年7月31日被三美威鲁取代。
善班丹卸去部长职后，时任首相敦阿都拉萨将国民团结部改为国民团结委员会，并让善班丹继续担任国民团结委员会主席直到1978年为止。
1979年5月18日，善班丹因心脏病去世。

## 纪念
- 敦善班丹站